# Dante Cappello
Dante Cappello (Alife, 11 ottobre 1922 – Piedimonte Matese, 17 dicembre 2012) è stato un politico e medico italiano.

## Biografia
Dante Cappello proveniva da una famiglia impegnata da sempre in politica. Suo padre Vincenzo fu Sindaco per molti anni della Città di Piedimonte Matese.
Nel 1946 si laureò in medicina e chirurgia all’Università degli Studi di Napoli.
Fu Presidente dell’allora Unità Sanitaria Locale (USL n. 12).
Seguì le orme paterne impegnandosi in politica con la frequentazione, nei primi anni ’40, del Comitato di Liberazione Nazionale che era nato per opporsi al nazismo ed al fascismo.

### L'impegno politico
Fu eletto giovanissimo come consigliere comunale ad Alife. Restò in consiglio per alcuni anni. 
Ben presto divenne esponente della Democrazia Cristiana, esercitò la professione di medico. 
Dapprima si legò alla corrente fanfaniana Nuove Cronache; poi passò alla corrente La Base. In provincia di Caserta, rappresentò, insieme al senatore Giuseppe Santonastaso, la corrente demitiana alla quale aderirono diversi amministratori locali della provincia casertana.
Fu deputato alla Camera per la IV legislatura dal 1963 al 1968. 
Alla carriera politica nazionale, preferì, comunque, dedicarsi al suo territorio; infatti nel 1969 fu eletto consigliere provinciale e dal consiglio provinciale venne nominato presidente della Provincia di Caserta.(fino al 1975). 
Il 15 giugno 1975 fu eletto, per la prima volta, al consiglio regionale della Campania e fu riconfermato anche nella successiva legislatura dal 1980 al 1985. 
Ricoprì la carica di assessore regionale all’agricoltura dal 12 agosto 1976 al 23 aprile 1978 sotto la Presidenza di Gaspare Russo. Fu assessore alle finanze dal 12 settembre 1979 al 12 agosto 1980 quando era Presidente della Regione Ciro Cirillo.
Fu assessore al turismo e allo sport dal 23 marzo 1983 al 22 novembre 1984.
Come politico fu ideatore dell’Ospedale di Piedimonte Matese, del polo scolastico e del Consorzio di Bonifica

### Riconoscimenti
Il 26 giugno 2022 il Comune di Piedimnonte Matese gli ha intitolato il tratto di strada principale che arriva al nosocomio cittadino.